# Pallavolo ai Giochi della XXIX Olimpiade - Torneo femminile
La pallavolo femminile ai Giochi della XXIX Olimpiade si è svolta dal 9 al 23 agosto 2008 a Pechino, in Cina, durante i Giochi della XXIX Olimpiade: al torneo hanno partecipato dodici squadre nazionali e la vittoria finale è andata per la prima volta al Brasile.

## Qualificazioni
Al campionato olimpico hanno partecipato la nazionale del paese ospitante, le prime tre squadre classificate nel corso della Coppa del Mondo 2007, la prima classificata di ogni torneo di qualificazione continentale e le prime tre classificate al torneo di qualificazione mondiale.

## Impianti
|                                                                              |                                                                                             |
|                                                                              |                                                                                             |
| Capital Indoor Stadium Città: Pechino Capienza: 18 000 Anno d'apertura: 1968 | Beijing Institute of Technology Gymnasium Città: Pechino Capienza: 5 000 Anno d'apertura: - |

## Squadre partecipanti
| Squadra     | Qualificazione                               | Ultima partecipazione  |
| ----------- | -------------------------------------------- | ---------------------- |
| Algeria     | 1ª al torneo di qualificazione africano      | Debutto                |
| Brasile     | 2ª alla Coppa del Mondo 2007                 | Atene 2004             |
| Cina        | Paese organizzatore                          | Atene 2004             |
| Cuba        | 1ª al torneo di qualificazione nordamericano | Atene 2004             |
| Giappone    | 3ª al torneo di qualificazione mondiale      | Atene 2004             |
| Kazakistan  | 5ª al torneo di qualificazione mondiale      | Debutto                |
| Italia      | 1ª alla Coppa del Mondo 2007                 | Atene 2004             |
| Polonia     | 2ª al torneo di qualificazione mondiale      | Città del Messico 1968 |
| Russia      | 1ª al torneo di qualificazione europeo       | Atene 2004             |
| Serbia      | 1ª al torneo di qualificazione mondiale      | Debutto                |
| Stati Uniti | 3ª alla Coppa del Mondo 2007                 | Atene 2004             |
| Venezuela   | 1ª al torneo di qualificazione sudamericano  | Debutto                |

## Torneo

### Fase a gironi
| Girone A    | Girone B   |
| ----------- | ---------- |
| Cina        | Algeria    |
| Cuba        | Brasile    |
| Giappone    | Kazakistan |
| Polonia     | Italia     |
| Stati Uniti | Russia     |
| Venezuela   | Serbia     |

#### Girone A

##### Risultati
| 9 agosto 2008 Capital Indoor Stadium, Pechino Durata: 1h:37 - Spettatori: 14 000                    | Polonia     | 1 - 3 | Cuba        | 25-21, 17-25, 20-25, 17-25        |
| 9 agosto 2008 Capital Indoor Stadium, Pechino Durata: 1h:04 - Spettatori: 12 000                    | Venezuela   | 0 - 3 | Cina        | 13-25, 13-25, 18-25               |
| 9 agosto 2008 Capital Indoor Stadium, Pechino Durata: 1h:45 - Spettatori: 11 500                    | Giappone    | 1 - 3 | Stati Uniti | 20-25, 25-20, 19-25, 21-25        |
| 11 agosto 2008 Capital Indoor Stadium, Pechino Durata: 1h:15 - Spettatori: 12 000                   | Stati Uniti | 0 - 3 | Cuba        | 15-25, 24-26, 17-25               |
| 11 agosto 2008 Capital Indoor Stadium, Pechino Durata: 1h:46 - Spettatori: 12 000                   | Cina        | 3 - 1 | Polonia     | 22-25, 25-15, 25-20, 25-22        |
| 11 agosto 2008 Capital Indoor Stadium, Pechino Durata: 1h:06 - Spettatori: 5 000                    | Giappone    | 3 - 0 | Venezuela   | 25-12, 25-17, 25-12               |
| 13 agosto 2008 Beijing Institute of Technology Gymnasium, Pechino Durata: 1h:45 - Spettatori: 3 400 | Venezuela   | 1 - 3 | Stati Uniti | 17-25, 25-20, 14-25, 18-25        |
| 13 agosto 2008 Capital Indoor Stadium, Pechino Durata: 2h:03 - Spettatori: 13 000                   | Cuba        | 3 - 2 | Cina        | 18-25, 14-25, 25-23, 32-30, 15-13 |
| 13 agosto 2008 Capital Indoor Stadium, Pechino Durata: 2h:06 - Spettatori: 5 400                    | Polonia     | 2 - 3 | Giappone    | 21-25, 20-25, 25-18, 25-23, 11-15 |
| 15 agosto 2008 Capital Indoor Stadium, Pechino Durata: 1h:07 - Spettatori: 11 000                   | Venezuela   | 0 - 3 | Polonia     | 12-25, 12-25, 20-25               |
| 15 agosto 2008 Capital Indoor Stadium, Pechino Durata: 2h:16 - Spettatori: 13 000                   | Stati Uniti | 3 - 2 | Cina        | 23-25, 25-22, 23-25, 25-20, 15-11 |
| 15 agosto 2008 Capital Indoor Stadium, Pechino Durata: 1h:09 - Spettatori: 5 000                    | Giappone    | 0 - 3 | Cuba        | 17-25, 22-25, 22-25               |
| 17 agosto 2008 Beijing Institute of Technology Gymnasium, Pechino Durata: 1h:12 - Spettatori: 3 500 | Cuba        | 3 - 0 | Venezuela   | 25-20, 25-20, 25-19               |
| 17 agosto 2008 Capital Indoor Stadium, Pechino Durata: 2h:13 - Spettatori: 11 000                   | Polonia     | 2 - 3 | Stati Uniti | 25-18, 21-25, 25-19, 19-25, 13-15 |
| 17 agosto 2008 Capital Indoor Stadium, Pechino Durata: 1h:13 - Spettatori: 13 000                   | Cina        | 3 - 0 | Giappone    | 26-24, 25-16, 25-14               |

#### Classifica
| Pos | Squadra     | Pt | G | V | P | SV | SP | Ratio | PF  | PS  | Ratio |
| --- | ----------- | -- | - | - | - | -- | -- | ----- | --- | --- | ----- |
| 1.  | Cuba        | 10 | 5 | 5 | 0 | 15 | 3  | 5,000 | 426 | 371 | 1,148 |
| 2.  | Stati Uniti | 9  | 5 | 4 | 1 | 12 | 9  | 1,333 | 459 | 441 | 1,041 |
| 3.  | Cina        | 8  | 5 | 3 | 2 | 13 | 7  | 1,857 | 467 | 395 | 1,182 |
| 4.  | Giappone    | 7  | 5 | 2 | 3 | 7  | 11 | 0,636 | 381 | 389 | 0,979 |
| 5.  | Polonia     | 6  | 5 | 1 | 4 | 9  | 12 | 0,750 | 441 | 445 | 0,991 |
| 6.  | Venezuela   | 5  | 5 | 0 | 5 | 1  | 15 | 0,067 | 262 | 395 | 0,663 |

#### Girone B

##### Risultati
| 9 agosto 2008 Beijing Institute of Technology Gymnasium, Pechino Durata: 1h:34 - Spettatori: 3 100  | Italia     | 3 - 1 | Russia     | 25-20, 17-25, 25-16, 25-23 |
| 9 agosto 2008 Beijing Institute of Technology Gymnasium, Pechino Durata: 1h:38 - Spettatori: 1 800  | Serbia     | 3 - 1 | Kazakistan | 25-21, 25-17, 23-25, 25-21 |
| 9 agosto 2008 Capital Indoor Stadium, Pechino Durata: 1h:03 - Spettatori: 12 000                    | Algeria    | 0 - 3 | Brasile    | 11-25, 11-25, 10-25        |
| 11 agosto 2008 Beijing Institute of Technology Gymnasium, Pechino Durata: 1h:07 - Spettatori: 3 100 | Algeria    | 0 - 3 | Serbia     | 14-25, 13-25, 13-25        |
| 11 agosto 2008 Beijing Institute of Technology Gymnasium, Pechino Durata: 1h:06 - Spettatori: 3 100 | Kazakistan | 0 - 3 | Italia     | 19-25, 15-25, 21-25        |
| 11 agosto 2008 Capital Indoor Stadium, Pechino Durata: 1h:10 - Spettatori: 12 000                   | Brasile    | 3 - 0 | Russia     | 25-14, 25-14, 25-16        |
| 13 agosto 2008 Beijing Institute of Technology Gymnasium, Pechino Durata: 1h:00 - Spettatori: 3 400 | Italia     | 3 - 0 | Algeria    | 25-7, 25-20, 25-12         |
| 13 agosto 2008 Capital Indoor Stadium, Pechino Durata: 1h:14 - Spettatori: 12 000                   | Russia     | 3 - 0 | Kazakistan | 25-19, 25-18, 25-11        |
| 13 agosto 2008 Capital Indoor Stadium, Pechino Durata: 1h:13 - Spettatori: 11 000                   | Serbia     | 0 - 3 | Brasile    | 15-25, 13-25, 23-25        |
| 15 agosto 2008 Beijing Institute of Technology Gymnasium, Pechino Durata: 1h:05 - Spettatori: 3 500 | Algeria    | 0 - 3 | Russia     | 11-25, 19-25, 10-25        |
| 15 agosto 2008 Beijing Institute of Technology Gymnasium, Pechino Durata: 1h:07 - Spettatori: 3 500 | Brasile    | 3 - 0 | Kazakistan | 25-13, 25-6, 27-25         |
| 15 agosto 2008 Capital Indoor Stadium, Pechino Durata: 1h:12 - Spettatori: 11 000                   | Serbia     | 0 - 3 | Italia     | 23-25, 20-25, 19-25        |
| 17 agosto 2008 Beijing Institute of Technology Gymnasium, Pechino Durata: 1h:32 - Spettatori: 3 500 | Kazakistan | 3 - 1 | Algeria    | 25-18, 25-20, 17-25, 25-16 |
| 17 agosto 2008 Capital Indoor Stadium, Pechino Durata: 1h:15 - Spettatori: 10 500                   | Italia     | 0 - 3 | Brasile    | 16-25, 22-25, 17-25        |
| 17 agosto 2008 Capital Indoor Stadium, Pechino Durata: 1h:13 - Spettatori: 7 000                    | Russia     | 3 - 0 | Serbia     | 25-21, 25-16, 25-20        |

##### Classifica
| Pos | Squadra    | Pt | G | V | P | SV | SP | Ratio | PF  | PS  | Ratio |
| --- | ---------- | -- | - | - | - | -- | -- | ----- | --- | --- | ----- |
| 1.  | Brasile    | 10 | 5 | 5 | 0 | 15 | 0  | MAX   | 377 | 226 | 1,668 |
| 2.  | Italia     | 9  | 5 | 4 | 1 | 12 | 4  | 3,000 | 372 | 315 | 1,181 |
| 3.  | Russia     | 8  | 5 | 3 | 2 | 10 | 6  | 1,667 | 353 | 312 | 1,131 |
| 4.  | Serbia     | 7  | 5 | 2 | 3 | 6  | 10 | 0,600 | 343 | 349 | 0,983 |
| 5.  | Kazakistan | 6  | 5 | 1 | 4 | 4  | 13 | 0,308 | 323 | 404 | 0,800 |
| 6.  | Algeria    | 5  | 5 | 0 | 5 | 1  | 15 | 0,067 | 230 | 392 | 0,587 |

### Fase finale
|  | Quarti | Quarti      | Quarti |  |    | Semifinali | Semifinali  | Semifinali |                 |                 | Finale          | Finale  | Finale |
|  |        |             |        |  |    |            |             |            |                 |                 |                 |         |        |
|  | 1A     | Cuba        | 3      |  |    |            |             |            |                 |                 |                 |         |        |
|  | 1A     | Cuba        | 3      |  |    |            |             |            |                 |                 |                 |         |        |
|  | 4B     | Serbia      | 0      |  |    |            |             |            |                 |                 |                 |         |        |
|  | 4B     | Serbia      | 0      |  | 1A | Cuba       | 0           |            |                 |                 |                 |         |        |
|  |        |             |        |  | 1A | Cuba       | 0           |            |                 |                 |                 |         |        |
|  |        |             |        |  |    | 2A         | Stati Uniti | 3          |                 |                 |                 |         |        |
|  | 2A     | Stati Uniti | 3      |  |    | 2A         | Stati Uniti | 3          |                 |                 |                 |         |        |
|  | 2A     | Stati Uniti | 3      |  |    |            |             |            |                 |                 |                 |         |        |
|  | 2B     | Italia      | 2      |  |    |            |             |            |                 |                 |                 |         |        |
|  | 2B     | Italia      | 2      |  |    |            |             |            |                 | 2A              | Stati Uniti     | 1       |        |
|  |        |             |        |  |    |            |             |            |                 | 2A              | Stati Uniti     | 1       |        |
|  |        |             |        |  |    |            |             |            |                 |                 | 1B              | Brasile | 3      |
|  | 3A     | Cina        | 3      |  |    |            |             |            |                 |                 | 1B              | Brasile | 3      |
|  | 3A     | Cina        | 3      |  |    |            |             |            |                 |                 |                 |         |        |
|  | 3B     | Russia      | 0      |  |    |            |             |            |                 |                 |                 |         |        |
|  | 3B     | Russia      | 0      |  | 3A | Cina       | 0           |            | Finale 3° posto | Finale 3° posto | Finale 3° posto |         |        |
|  |        |             |        |  | 3A | Cina       | 0           |            |                 |                 |                 |         |        |
|  |        |             |        |  |    | 1B         | Brasile     | 3          |                 |                 | 1A              | Cuba    | 1      |
|  | 4B     | Giappone    | 0      |  |    |            | Brasile     | 3          |                 |                 | 1A              | Cuba    | 1      |
|  | 4B     | Giappone    | 0      |  |    |            |             |            |                 | 3A              | Cina            | 3       |        |
|  | 1B     | Brasile     | 3      |  |    |            |             |            |                 |                 | Cina            | 3       |        |
|  | 1B     | Brasile     | 3      |  |    |            |             |            |                 |                 |                 |         |        |

#### Quarti di finale
| 19 agosto 2008 Capital Indoor Stadium, Pechino Durata: 1h:20 - Spettatori: 12 500 | Cuba        | 3 - 0 | Serbia  | 26-24, 25-19, 26-24              |
| 19 agosto 2008 Capital Indoor Stadium, Pechino Durata: 2h:01 - Spettatori: 10 000 | Stati Uniti | 3 - 2 | Italia  | 20-25, 25-21, 19-25, 25-18, 15-6 |
| 19 agosto 2008 Capital Indoor Stadium, Pechino Durata: 1h:30 - Spettatori: 13 000 | Cina        | 3 - 0 | Russia  | 25-22, 27-25, 25-19              |
| 19 agosto 2008 Capital Indoor Stadium, Pechino Durata: 1h:13 - Spettatori: 12 500 | Giappone    | 0 - 3 | Brasile | 12-25, 20-25, 16-25              |

#### Semifinali
| 21 agosto 2008 Capital Indoor Stadium, Pechino Durata: 1h:13 - Spettatori: 13 000 | Cuba | 0 - 3 | Stati Uniti | 20-25, 16-25, 17-25 |
| 21 agosto 2008 Capital Indoor Stadium, Pechino Durata: 1h:19 - Spettatori: 13 000 | Cina | 0 - 3 | Brasile     | 25-27, 22-25, 14-25 |

#### Finale 3º posto
| 23 agosto 2008 Capital Indoor Stadium, Pechino Durata: 1h:36 - Spettatori: 12 500 | Cuba | 1 - 3 | Cina | 16-25, 25-21, 13-25, 20-25 |

#### Finale
| 23 agosto 2008 Capital Indoor Stadium, Pechino Durata: 1h:44 - Spettatori: 13 000 | Stati Uniti | 1 - 3 | Brasile | 15-25, 25-18, 13-25, 21-25 |

## Podio

### Campione
Formazione: 1 W. de Oliveira, 2 Albuquerque, 3 Steinbrecher, 4 Pequeno, 6 de Menezes, 7 de Souza, 8 Menezes, 9 Claudino, 10 Gonzaga, 12 de Carvalho, 13 de Castro, 14 F. de Oliveira, CT: Guimarães

### Secondo posto
Formazione: 1 Nnamani, 2 Scott, 3 Haneef, 4 Berg, 5 Sykora, 6 Davis, 7 Bown, 9 Joines, 10 Glass, 11 Ah Mow, 12 Willoughby, 15 Tom, CT: Ping

### Terzo posto
Formazione: 1 Wang, 2 Feng, 3 Yang, 4 Liu, 5 Wei, 6 Xu, 7 Zhou, 9 Zhao, 10 Xue, 11 Li, 16 Zhang, 17 Ma, CT: Chen

## Classifica finale
| Pos | Squadre     |
| --- | ----------- |
|     | Brasile     |
|     | Stati Uniti |
|     | Cina        |
| 4   | Cuba        |
| 5   | Giappone    |
| 5   | Italia      |
| 5   | Russia      |
| 5   | Serbia      |
| 9   | Kazakistan  |
| 9   | Polonia     |
| 11  | Algeria     |
| 11  | Venezuela   |

## Premi individuali
| Premio                 | Nome                | Squadra     |
| ---------------------- | ------------------- | ----------- |
| MVP                    | Paula Pequeno       | Brasile     |
| Miglior realizzatrice  | Logan Tom           | Stati Uniti |
| Miglior attaccante     | Rosir Calderón      | Cuba        |
| Miglior muro           | Erika Araki         | Giappone    |
| Miglio servizio        | Yanelis Santos      | Cuba        |
| Miglior palleggiatrice | Hélia de Souza      | Brasile     |
| Miglior ricevitrice    | Zhou Suhong         | Cina        |
| Miglio difesa          | Zhang Na            | Cina        |
| Miglior libero         | Fabiana de Oliveira | Brasile     |